# Strumigenys sarissa
Strumigenys sarissa (лат.) — вид мелких земляных муравьёв из подсемейства Myrmicinae. Африка: Бурунди, ДРК, Руанда, Уганда, Эфиопия.
Мелкие муравьи (около 1 мм) с сердцевидной головой, расширенной кзади. Проподеум угловатый с парой зубцов. Максимальная длина заднего бедра менее 0,65 мм. Обладают длинными жвалами (ширина головы HW 0,50—0,70, мандибулярный индекс MI 51—55). Левая мандибула с 1 предвершинным зубцом. Головной дорзум без отстоящих волосков.
Все волоски переднего края скапуса усиков изогнуты к его вершине. Плечевые углы переднеспинки с мелкими тонкими выступающими волосками.
Преокулярная выемка развита: вентролатеральный край головы вдавлен в передней части перед глазами так, что передняя часть глаз отделена от боков головы. Основная окраска желтовато-коричневая. Мандибулы длинные, узкие (с несколькими зубцами). Стебелёк между грудкой и брюшком состоит из двух члеников: петиолюса и постпетиолюса (последний четко отделен от брюшка), жало развито, куколки голые (без кокона). Специализированные охотники на коллембол. Вид был впервые описан в 1983 году английским мирмекологом Барри Болтоном.